# Béatrice Filliol
Béatrice Filliol-Amiez, francoska alpska smučarka, * 12. maj 1969, Saint-Jean-de-Maurienne, Francija.
Nastopila je na olimpijskih igrah 1992 in 1994, kjer je zabeležila tri odstope, dva v slalomu in enega v kombinaciji. V svetovnem pokalu je tekmovala devet sezon med letoma 1989 in 1997 ter dosegla dve uvrstitvi na stopničke v slalomu. V skupnem seštevku svetovnega pokala je bila najvišje na 43. mestu leta 1994, leta 1995 je bila trinajsta v slalomskem seštevku.